# Otto Staudinger (Lepidopterologe)

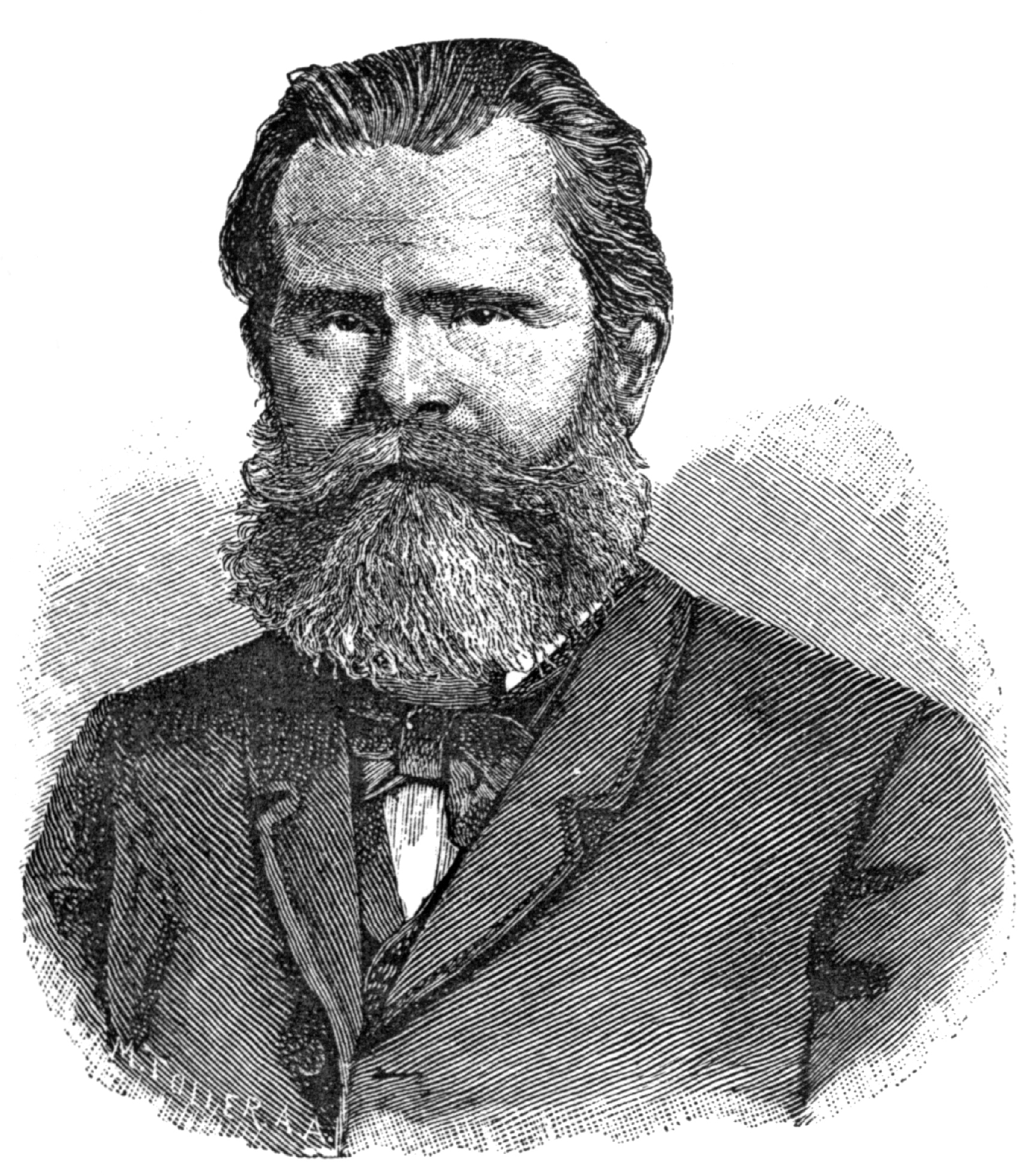
Otto Staudinger

Otto Staudinger (* 2. Mai 1830 in Groß Wüstenfelde bei Teterow, Mecklenburg-Schwerin; † 13. Oktober 1900 in Luzern) war ein deutscher Lepidopterologe (Schmetterlingskundler) und Insektenhändler.

## Leben
Staudinger stammte väterlicherseits aus einer bayerischen Familie. Sein Großvater, der Landwirtschaftslehrer Lucas Andreas Staudinger war in Ansbach geboren worden und kam Ende des 18. Jahrhunderts nach Holstein, wo Staudingers Vater, Johann Diederich Andreas Staudinger (1797–1851), in Groß Flottbek zur Welt kam. Seine Mutter, Adolfine Staudinger (geb. Schroeder) (1794–1876), war Mecklenburgerin und wurde in Putzar auf dem Gut des Grafen Schwerin geboren. Als Otto Staudinger 1830 geboren wurde, war sein Vater, der die Landwirtschaft bei Johann Heinrich von Thünen erlernt hatte, Pächter des Ritterguts Groß Wüstenfelde. Der dortige Hauslehrer Wagner sammelte Käfer und führte den Knaben im Alter von sechs bis sieben Jahren in die Entomologie ein. Im Sommer 1843 erwarb sein Vater das Rittergut Lübsee bei Güstrow, wo Otto, nun unter Anleitung des Hauslehrers Hermann, Schmetterlinge zu sammeln begann. Er besuchte ab Oktober 1845 das Friedrich-Franz-Gymnasium (Parchim) und legte im Sommer 1849 das Abitur ab.
Im Oktober 1849 begann er in Berlin mit dem Studium der Medizin, wechselte aber unter dem Eindruck der als sehr anregend beschriebenen Zoologievorlesungen des Privatdozenten Dr. Stein im zweiten Semester zu den Naturwissenschaften. Von Juni 1850 bis Herbst 1851 unternahm er entomologische Exkursionen und gleich auf der ersten begründete der Fund einer Serie frischgeschlüpfter Synanthedon tipuliformis auf dem Stralauer Friedhof seine Vorliebe für die Glasflügler (Sesiidae). Er schloss sich besonders den Studenten Theodor Johannes Krüper (1829–1917; später Direktor des naturkundlichen Museums in Athen) und Carl Eduard Adolph Gerstäcker (später Professor in Greifswald) an und wurde mit den Berliner Entomologen der damaligen Zeit bekannt, insbesondere mit Grabow, Simon, Scherffling, Libbach, Glasbrenner, Mützel, Streckfuß, Walther, den Gebrüdern Kricheldorff, Ribbe und Kalisch. Sammelgebiete waren vor allem der Grunewald, die Jungfernheide (wo damals noch Staurophora celsia vorkam), die Wuhlheide, die Kalkberge bei Strausberg sowie der einsame, mitten im Wald gelegene Ort Finkenkrug.
Im Herbst 1851 scheint Staudinger erkrankt zu sein (über die Art der Krankheit sagen die biographischen Quellen nichts aus), denn es wurde ihm „nach längerer Krankheit“ eine Erholungsreise angeraten. So verbrachte er Mitte Mai bis Mitte August 1852 am Genfersee und im Gebiet des Mont Blanc, wanderte dann über den Simplonpass bis nach Genua, und von dort Ende August – stets zu Fuß – die Riviera entlang nach Nizza, Marseille und Montpellier, wo er bis Ende November blieb und Kontakte zu französischen Sammlern (wohl Daube, Germain, Guinard) knüpfte. Nach einem Besuch zuhause reiste er im Januar 1853 nach Paris, um sein Französisch zu vervollkommnen und Italienisch und Englisch zu lernen. Ostern 1853 nahm er sein Studium in Berlin wieder auf und sammelte mit Kalisch, Ribbe und den beiden Kricheldorffs intensiv Glasflügler (Sesiidae). Mitte März 1854 wurde er mit der Arbeit De Sesiis agro Berolinensis zum Dr. phil. promoviert.

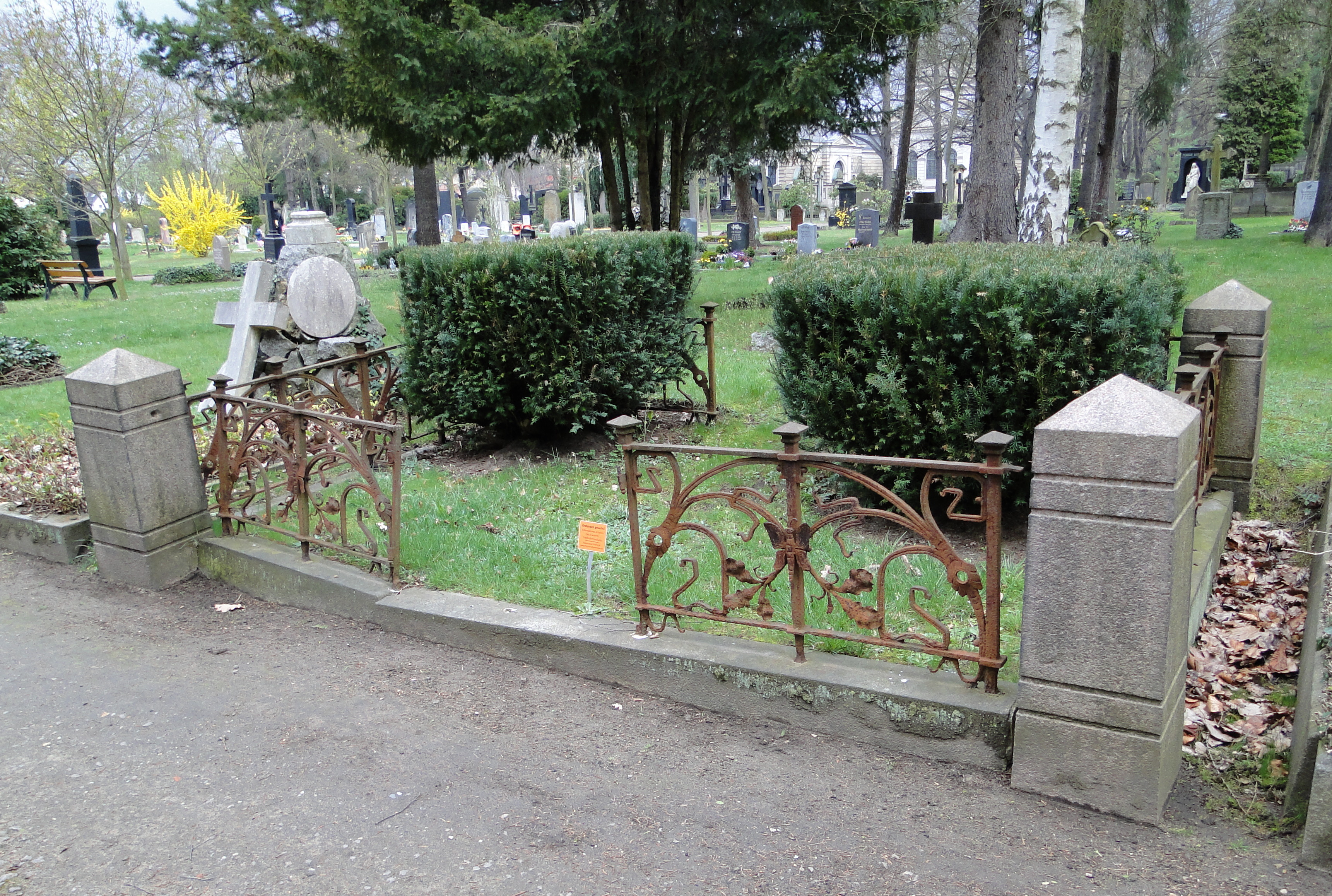
Otto Staudingers Grab 2016

Vom 1. April bis zum Oktober 1854 unternahm Staudinger, mit Empfehlungen von Alexander von Humboldt ausgestattet, eine Reise nach Sardinien mit dem Ziel, die Raupen von Papilio hospiton zu entdecken, was nach vielen vergeblichen Versuchen schließlich auch glückte. 1855 sammelte er in den Alpen (Kärnten, Großglocknergebiet). Im April 1856 trat er mit C. Kalisch eine Sammelreise nach Island an. Im Herbst 1856 verlobte er sich mit der Tochter des Entomologen Grabow; die Heirat fand am 21. Januar 1857 statt. Noch am selben Abend reiste das Paar über Paris, Lyon, Marseille – wo beide innerhalb von zehn Tagen Spanisch lernten – Barcelona, Valencia und Almería nach Málaga, wo sie sich einen Monat lang aufhielten. Danach verbrachten sie neun Monate in Granada, wo sie auf der Alhambra wohnten und ihnen am 2. November eine Tochter geboren wurde. Mitte Dezember reisten sie über Málaga nach Chiclana de la Frontera bei Cádiz, verbrachten dort die erste Jahreshälfte 1858 und kehrten im Juli dieses Jahres nach Berlin zurück. Wegen der Kosten dieser Reisen begann Staudinger, anfangs unter Mitarbeit seines Schwiegervaters, die Ausbeuten zu verkaufen und so entstand nach und nach eine umfangreiche Naturalienhandlung. Ab Anfang 1859 wohnten Staudingers in Dresden, wo im selben Jahr der Sohn Paul geboren wurde. In Dresden erbaute Staudinger 1864 das Diana-Bad, eine vielseitige Anlage mit Wannen-, Dampf- und irisch-römischen Bädern, die ihn begeisterten, seit er selbst auf der Reise, stark erkältet, ihre heilsame Wirkung erfahren hatte. Ostern 1874 erfolgte ein Umzug aus der zu eng gewordenen Stadtwohnung in die Villa Diana in Blasewitz. 1879 trat Andreas Bang-Haas (1846–1925) als Angestellter in das Unternehmen ein, heiratete 1880 Staudingers Tochter und wurde 1884 oder 1887 Mitinhaber. 1884 musste das Institut in die eigens zu diesem Zweck erbaute größere Villa Sphinx übersiedeln; nach weiteren 10 Jahren musste ein zweistöckiger Flügel angebaut werden. Seit Mitte der 1880er Jahre legte Staudinger die Unternehmensleitung mehr und mehr in Bang-Haas’ Hände und konzentrierte sich nun ganz auf die taxonomische Arbeit. Otto Staudinger starb am 13. Oktober 1900 auf einer Erholungsreise in Luzern. Er wurde auf dem Johannisfriedhof in Dresden beigesetzt.

### Weitere wichtige Sammelreisen
- 1860 Norwegen, Finnmarken (mit M. F. Wocke).
- 1862 Kastilien, La Granja, San Ildefonso.
- 1866 Südfrankreich, Ardèche.
- 1872 Kilikischer Taurus (mit E. Funke).
- 1875 Türkei, Amasia (mit E. Funke und F. Zach).
- 1880 Südspanien, Chiclana und Granada (mit Frau, Schwiegermutter und Familie Korb).
- 1884 Kastilien, San Ildefonso mit Abstecher nach Lissabon (mit A. Bang-Haas und seinem Sohn Paul).
- 1887 Algerien, Biskra und Lambèse, Djebel Aures.
- Außerdem kürzere Alpenreisen sowie Erholungsreisen.

## Werk und Wirkung

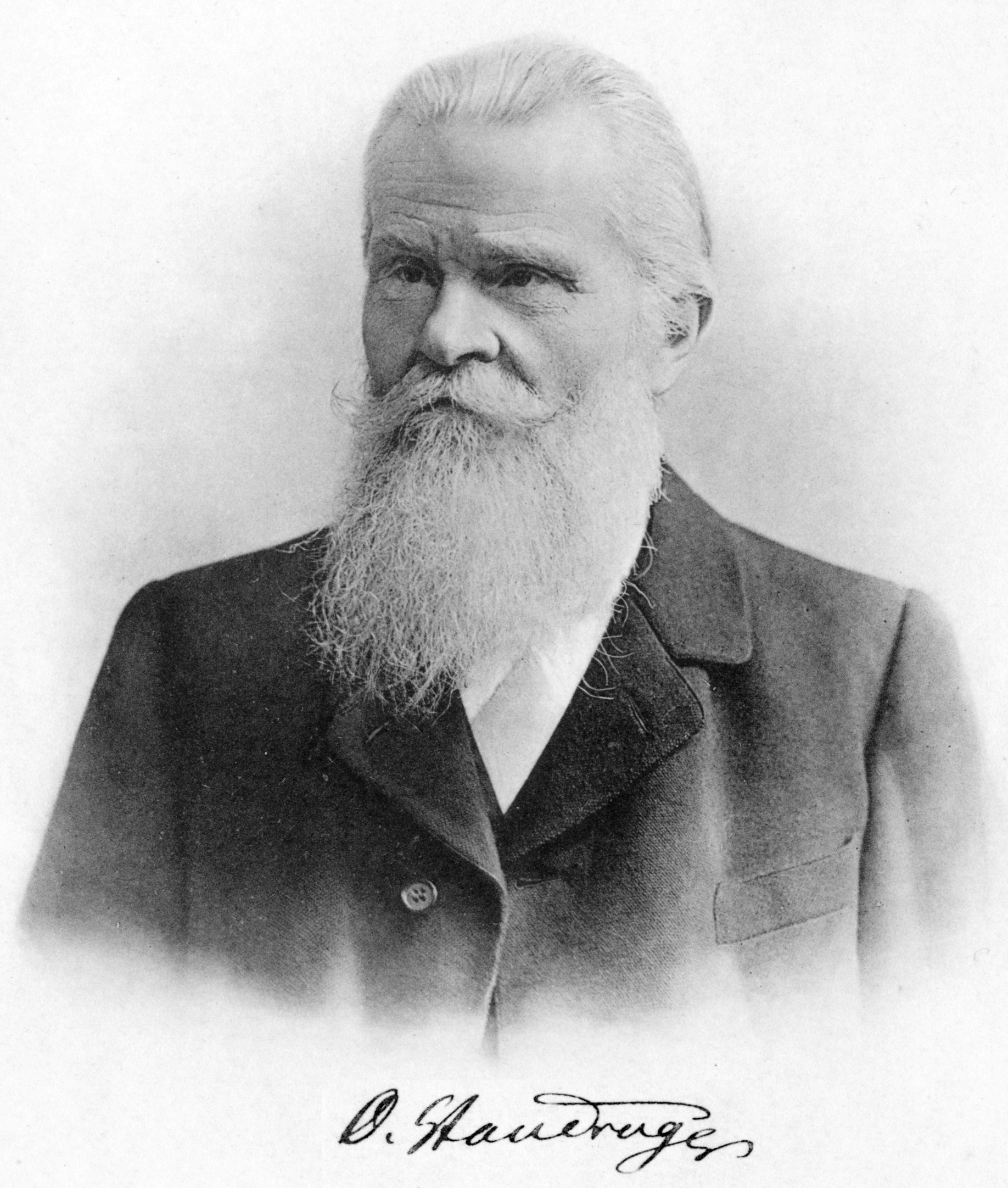
Otto Staudinger

Eine von Staudingers wertvollsten und dauerhaftesten Leistungen war die Publikation von drei Katalogen der Schmetterlingsfauna Europas und schließlich der gesamten Paläarktis. Sie wurden von den Lepidopterologen sofort angenommen, als Grundlage faunistischer Bearbeitungen genutzt und regten auch zahlreiche systematisch-taxonomisch orientierte Untersuchungen an. Bereits 1861 veröffentlichte Staudinger zusammen mit Max Ferdinand Wocke einen Catalog der Lepidopteren Europa’s und der angrenzenden Länder, in dem er die sogenannten Großschmetterlinge und Wocke die sogenannten Kleinschmetterlinge bearbeitete. Weitere Verbreitung fand die zweisprachige deutsch-französische Ausgabe von 1871 (Catalog der Lepidopteren des Europaeischen Faunengebiets) in der gleichen Autorenformation. Ein Standardwerk wurde der zusammen mit Hans Rebel (1861–1940) bearbeitete und von diesem 1901 herausgegebene Catalog der Lepidopteren des palaearctischen Faunengebietes.
Nicht zu unterschätzen ist die Wirkung, die Staudinger als Initiator der entomologischen bzw. allgemein naturkundlichen Erforschung vieler Erdteile spielte. Er kaufte nicht nur Ausbeuten aus der östlichen Paläarktis und aus vielen tropischen Gebieten auf und bearbeitete sie taxonomisch, sondern er sandte auch ganz gezielt Sammler in entomologisch noch wenig bekannte oder ganz unerforschte Gebiete:
- Amur- und Ussurigebiet (Wladiwostok, Suifun, Sutschan, Insel Askold: Friedrich Dörries & Brüder, 1877–1898, Jablonovoi-Gebirge [„Apfelgebirge“], 1896),
- NO-Sibirien (am Witim: O. Herz, 1888),
- Tarbagatai (bei Saisan: J. Haberhauer, 1877),
- Altai (bei Ongadai, Bashkam, Tschuja-Tal: H. J. Elwes und Borezowsky, 1898),
- Mongolei (Uliassutai: für H. Leder sammelnder Kosak, 1893; Kenteigebirge: F. Dörries, 1889, 1893; um Urga: J. Haberhauer, 1895; Changai: H. Leder, 1899),
- Tibet (zwischen Lob-nor und Kuku-nor, E. Rückbeil für Rudolf Tancré, 1893–1893),
- Chinesisch Turkestan (bei Korla: J. Haberhauer, 1897),
- östl. Tian-Schan (Chamyl u. a.: J. Haberhauer, 1896),
- Tian-Schan (zwischen Issyk-Kul und Kuldja: E. Rückbeil, 1895?),
- Kleinasien (Mardin, Gaziantep, Merzifon, Malatya, Hadjin, Kayseri, Tokat, Antakya, Marasch u. a.: J. Manisadjian, 1875–1897),
- Taurus (bei Zeitun: Haradjian, 1897),
- Syrien (F. Zach),
- Palästina (Bacher, 1896–1899; J. Paulus, 1890–1898),
- Sierra Leone und Kamerun (Dr. Preuss, 1866 ff.),
- Indoaustralischer Archipel (Waigeu, Molukken [Ambon, Batjan, Ceram, Halmahera], Celebes [Minahassa], Sangir, Philippinen [Jolo, Ost-Mindanao, Mindoro], Timor, Palawan, Sarawak: Dr. Carl Constantin Platen, 1880–1895),
- Ceylon, Penang, Borneo (Brunei, Labuan, Kinabalu) (J. Waterstradt, 1888–1904),
- Panama und Chiriqui (Heinrich Ribbe, 1878),
- Amazonas (Dr. Hahnel, 1879–1884, 1885–1887, später dort auch O. Michael und die Gebrüder Gustav Garlepp und Otto Garlepp, letztere auch in Peru und Bolivien),
- Peru (Chanchamayo: F. Thamm, um 1870–1873).

Auf diese Art und Weise gelang es Staudinger, Faunenlisten ganzer Landstriche zu erstellen, von denen hier nur die Lepidopteren-Fauna Kleinasiens (1881), Die Macrolepidopteren des Amurgebietes (1892) und die Lepidopteren des Kentei-Gebirges (1892) erwähnt seien.
Die taxonomische Bearbeitung dieser Ausbeuten war Staudingers eigentliches Lebenswerk. Hunderte, wenn nicht Tausende neuer Taxa, insbesondere aus den Familien der sogenannten Macrolepidoptera, hat er im Laufe der Jahre beschrieben. Die wissenschaftlich wichtigen Belege, insbesondere die Typen neuer Arten, gelangten in Staudingers private Sammlung. Eine (unvollständige) Bibliographie Staudingers verzeichnet 137 Publikationen über Lepidopteren (Anonymus 1901). Zahlreiche Taxa sind nach Staudinger benannt.
In der zoologischen Literatur wird sein Name meist mit „Stgr.“ abgekürzt.
Die Firma „Staudinger & Bang-Haas“ wurde nach Staudingers Tod von Andreas Bang-Haas fortgeführt. Ab 1913 war dessen Sohn Otto Bang-Haas (1882–1948) der alleinige Inhaber. Er führte die Firma bis zu seinem Tode, danach wurde sie am 30. September 1948 aufgelöst.

## Sammlungsverbleib
Staudingers Privatsammlung mit den Typen der von ihm beschriebenen Taxa ging 1907, seine Sammlung paläarktischer Microlepidoptera und Raupen paläarktischer Macrolepidoptera 1937 an das Zoologische Museum der Humboldt-Universität in Berlin (das heutige Museum für Naturkunde). Die Firmensammlung paläarktischer Lepidopteren wurde nach Otto Bang-Haas' Tod von Hans Kotzsch übernommen und gelangte 1961 an das Museum für Tierkunde Dresden. Die Schmetterlingssammlung ist heute wesentlicher Bestandteil der Senckenberg Naturhistorischen Sammlung Dresden.

## Werke (Auswahl)
- mit M. F. Wocke: Catalog der Lepidopteren Europa’s und der angrenzenden Länder. Staudinger & Burdach, Dresden 1861.
- mit M. F. Wocke: Catalog der Lepidopteren des Europaeischen Faunengebiets. 2. Auflage. Burdach, Dresden 1871, S. XVI–XXXVII, 1–200, 347–382, 415–424.
- Beitrag zur Lepidopteren-Fauna Griechenlands. In: Horae societatis entomologicae rossicae. 7, 1871, S. 3–304, 3 Taf.
- Lepidopteren-Fauna Kleinasien`s. In: Horae societas entomologicae rossicae. 14, 1878, S. 129–329, Taf. 1–2, S. 321–482 (1879), Taf. 3–4. Nachträge 16, 1881, S. 65–135.
- mit Ernst Schatz und Johannes Röber: Exotische Schmetterlinge. Zwei Bände. Löwensohn, Fürth 1884–1888.
- Centralasiatische Lepidopteren. In: Stettiner entomologische Zeitung. 47, 1886, S. 193–215, 225–256; 48, 1887, S. 49–102.
- Die Macrolepidopteren des Amurgebietes. I. Theil: Mémoires sur les Lépidoptères. 6, 1892, S. 83–658, Taf. 4–14.
- Lepidopteren des Kentei-Gebirges. In: Deutsche Entomologische Zeitschrift Iris. 5, 1892, S. 300–393, Taf. 3.
- Hochandine Lepidopteren. In: Deutsche Entomologische Zeitschrift Iris. 7, 1894, S. 43–100, 2 Taf.
- Lepidopteren des Apfelgebirges. In: Deutsche Entomologische Zeitschrift Iris. 10, 1898, S. 320–344.
- mit H. Rebel: Catalog der Lepidopteren des palaearctischen Faunengebietes. I. Theil: Famil. Papilionidae – Hepialidae. Friedländer & Sohn, Berlin 1901.

## Biographische Quellen
- Anonymus [„S.“]: Dr. Otto Staudinger †. In: Deutsche entomologische Zeitschrift Iris. 13, 1901, S. 341–358.
- Anonymus: Der Nestor der deutschen Entomologen, Dr. Otto Staudinger. In: Entomologische Jahrbücher. 3, 1894, S. 265–268.
- Johannes Draeseke: Die Firma Dr. O. Staudinger & A. Bang-Haas. In: Entomologische Zeitschrift, 6, 5, 1962, S. 49–53 (zobodat.at [PDF]).
- T. L. F. Seebold: Notice nécrologique sur le Dr. Otto Staudinger. In: Annales de la Société entomologique de France. 70, 1901–1902, S. 6–7.